# Miguel Ximenes de Melo
Miguel Ximenes de Melo (Miguel Alves, 21 de fevereiro de 1913 — Santa Catarina, 17 de novembro de 2003), foi um político brasileiro, outrora governador de Roraima..

## Dados biográficos
Nomeado secretário-geral de Roraima em 1948, assumiu o poder interinamente em 23 de dezembro devido a um acidente automobilístico sofrido pelo governador Clóvis Nova da Costa quando este inspecionava as obras rodoviárias entre Boa Vista e Caracaraí. Encerrada a licença do titular, foi nomeado governador pelo presidente Eurico Gaspar Dutra em 1949, mantendo-se no cargo até 1951.
Casou com Jurema Tonon Ximenes de Melo, com quem teve quatro filhos: Carlos Henrique Tonon Ximenes de Melo, Miguel Ximenes de Mello Filho (prefeito de Tubarão e deputado estadual em Santa Catarina), Maria Eugênia Ximenes de Melo e Márcia Ximenes de Melo Malinverni. Estabeleceu-se em Tubarão, Santa Catarina onde trabalhou na Companhia Siderúrgica Nacional.

## Realizações da gestão
Lista de algumas realizações do governo:
- Melhoração do Diário Oficial do Estado de Roraima
- Criação do Curso Normal Regional Monteiro Lobato, criado no Decreto nº 089, de 1º de abril de 1949.[6][7]
- Construção do Matadouro Público
- Construção do Centro Cívico
- Criação do Hotel Boa Vista ( atual Aipana Hotel)